# Llanadas
Llanadas es un barrio ubicado en el municipio de Isabela en el estado libre asociado de Puerto Rico. En el Censo de 2010 tenía una población de 2.315 habitantes y una densidad poblacional de 121,2 personas por km².

## Geografía
Llanadas se encuentra ubicado en las coordenadas 18°26′30″N 66°58′25″O / 18.44167, -66.97361. Según la Oficina del Censo de los Estados Unidos, Llanadas tiene una superficie total de 19.1 km², de la cual 19.08 km² corresponden a tierra firme y (0.14%) 0.03 km² es agua.

## Demografía
Según el censo de 2010, había 2.315 personas residiendo en Llanadas. La densidad de población era de 121,2 hab./km². De los 2.315 habitantes, Llanadas estaba compuesto por el 83.02% blancos, el 8.47% eran afroamericanos, el 0.13% eran amerindios, el 6.09% eran de otras razas y el 2.29% pertenecían a dos o más razas. Del total de la población el 99.44% eran hispanos o latinos de cualquier raza.